# Dei verbum
La Dei Verbum (in lingua italiana Parola di Dio, spesso abbreviata come DV) è una costituzione dogmatica emanata dal Concilio Vaticano II riguardante la «Divina Rivelazione» e la Sacra Scrittura. È uno dei principali documenti del Concilio Vaticano II; ne sarebbe il fondamento, secondo il vescovo ausiliare di Westminster Christopher Butler, un influente padre conciliare.
La costituzione fu promulgata da papa Paolo VI il 18 novembre 1965, in seguito all'approvazione dei vescovi riuniti in assemblea con 2.344 voti favorevoli e 6 contrari.
Il titolo è un rimando sia alle Sacre Scritture (letteralmente, la «Parola di Dio»), sia allo stesso Gesù Cristo (il Verbo di Dio) ed è tratto dall'incipit del documento, com'è consuetudine nei più importanti documenti ufficiali della Chiesa cattolica.

## Contenuto dellaDei Verbum
Prefazione (par. 1)
1. La Rivelazione (par. 2-6)
2. La trasmissione della Divina Rivelazione (par. 7-10)
3. L'ispirazione divina e l'interpretazione della Scrittura (par. 11-13)
4. Il Vecchio Testamento (par. 14-16)
5. Il Nuovo Testamento (par. 17-20)
6. La Sacra Scrittura nella vita della Chiesa (par. 21-26)

### Relazioni tra la Scrittura e la Tradizione
Nel Capitolo II sotto il titolo "La trasmissione della Divina Rivelazione" la Costituzione afferma, tra le altre cose:

### L'ispirazione e l'interpretazione della Sacra Scrittura
Nel Capitolo III sotto l'intestazione "L'ispirazione divina e l'interpretazione della scrittura" la Costituzione afferma:
Poiché dunque tutto ciò che gli autori ispirati o agiografi asseriscono è da ritenersi asserito dallo Spirito Santo, bisogna ritenere, per conseguenza, che i libri della Scrittura insegnano con certezza, fedelmente e senza errore la verità che Dio, per la nostra salvezza, volle fosse consegnata nelle sacre Scritture. Pertanto «ogni Scrittura divinamente ispirata è anche utile per insegnare, per convincere, per correggere, per educare alla giustizia, affinché l'uomo di Dio sia perfetto, addestrato ad ogni opera buona» (2 Tim. 3,16-17, testo greco).
12. Poiché Dio nella sacra Scrittura ha parlato per mezzo di uomini alla maniera umana, l'interprete della sacra Scrittura, per capir bene ciò che egli ha voluto comunicarci, deve ricercare con attenzione che cosa gli agiografi abbiano veramente voluto dire e a Dio è piaciuto manifestare con le loro parole.
Per ricavare l'intenzione degli agiografi, si deve tener conto fra l'altro anche dei generi letterari. La verità infatti viene diversamente proposta ed espressa in testi in vario modo storici, o profetici, o poetici, o anche in altri generi di espressione. È necessario adunque che l'interprete ricerchi il senso che l'agiografo in determinate circostanze, secondo la condizione del suo tempo e della sua cultura, per mezzo dei generi letterari allora in uso, intendeva esprimere ed ha di fatto espresso.
Per comprendere infatti in maniera esatta ciò che l'autore sacro volle asserire nello scrivere, si deve far debita attenzione sia agli abituali e originali modi di sentire, di esprimersi e di raccontare vigenti ai tempi dell'agiografo, sia a quelli che nei vari luoghi erano allora in uso nei rapporti umani.
Perciò, dovendo la sacra Scrittura esser letta e interpretata alla luce dello stesso Spirito mediante il quale è stata scritta, per ricavare con esattezza il senso dei sacri testi, si deve badare con non minore diligenza al contenuto e all'unità di tutta la Scrittura, tenuto debito conto della viva tradizione di tutta la Chiesa e dell'analogia della fede. È compito degli esegeti contribuire, seguendo queste norme, alla più profonda intelligenza ed esposizione del senso della sacra Scrittura, affinché mediante i loro studi, in qualche modo preparatori, maturi il giudizio della Chiesa. Quanto, infatti, è stato qui detto sul modo di interpretare la Scrittura, è sottoposto in ultima istanza al giudizio della Chiesa, la quale adempie il divino mandato e ministero di conservare e interpretare la parola di Dio.
13. Nella sacra Scrittura dunque, restando sempre intatta la verità e la santità di Dio, si manifesta l'ammirabile condiscendenza della eterna Sapienza, « affinché possiamo apprendere l'ineffabile benignità di Dio e a qual punto egli, sollecito e provvido nei riguardi della nostra natura, abbia adattato il suo parlare».
Le parole di Dio infatti, espresse con lingue umane, si son fatte simili al parlare dell'uomo, come già il Verbo dell'eterno Padre, avendo assunto le debolezze dell'umana natura, si fece simile all'uomo.»
Da notare la clausola per la nostra salvezza  (in latino: causa humanae salutis) che limita l'inerranza biblica solamente a ciò che è ordinato e necessario alla salvezza dell'uomo, non escludendo più errori storici o scientifici reali o presunti (come quello della Terra piatta).

### Il Nuovo Testamento, in particolare i Vangeli
Nel Capitolo V sotto l'intestazione "Il Nuovo Testamento" la Costituzione afferma, tra le altre cose:
19. La santa madre Chiesa ha ritenuto e ritiene con fermezza e con la più grande costanza che i quattro suindicati Vangeli, di cui afferma senza esitazione la storicità, trasmettono fedelmente quanto Gesù Figlio di Dio, durante la sua vita tra gli uomini, effettivamente operò e insegnò per la loro eterna salvezza, fino al giorno in cui fu assunto in cielo (cfr At 1,1-2). Gli apostoli poi, dopo l'Ascensione del Signore, trasmisero ai loro ascoltatori ciò che egli aveva detto e fatto, con quella più completa intelligenza delle cose, di cui essi, ammaestrati dagli eventi gloriosi di Cristo e illuminati dallo Spirito di verità, godevano.
E gli autori sacri scrissero i quattro Vangeli, scegliendo alcune cose tra le molte che erano tramandate a voce o già per iscritto, redigendo un riassunto di altre, o spiegandole con riguardo alla situazione delle Chiese, conservando infine il carattere di predicazione, sempre però in modo tale da riferire su Gesù cose vere e sincere.
Essi infatti, attingendo sia ai propri ricordi sia alla testimonianza di coloro i quali « fin dal principio furono testimoni oculari e ministri della parola », scrissero con l'intenzione di farci conoscere la « verità » (cfr. Lc 1,2-4) degli insegnamenti che abbiamo ricevuto.»